# Serrat de Pena (Cellers)
El Serrat de Pena és un serrat del terme municipal de Castell de Mur, del Pallars Jussà, en l'àmbit del poble de Cellers. Pertanyia a l'antic terme de Guàrdia de Tremp.
És un serrat que forma part dels contraforts septentrionals de la Serra del Montsec, en el Montsec d'Ares. És al nord de la Roca Regina (el punt més enlairat del serrat és el de la Roca Regina) i a ponent de les Feixes del Serrat de Pena, al sud de les Cases de l'Estació de Cellers. Paral·lel al serrat, pel costat de ponent, davalla la llau de Sant Pere.